# Thuiaria insociabilis
Thuiaria insociabilis är en nässeldjursart som beskrevs av John Fraser 1948. Thuiaria insociabilis ingår i släktet Thuiaria och familjen Sertulariidae. Inga underarter finns listade i Catalogue of Life.